# Alberto Gout
Alberto Gout Àbrego est un réalisateur mexicain, né le 14 mars 1907 à Mexico (Mexique), mort le 7 juillet 1966.

## Filmographie
- 1939 : Su adorable majadero
- 1939 : Café Concordia
- 1942 : Cuando viajan las estrellas
- 1944 : San Francisco de Asís
- 1945 : Tuya en cuerpo y alma
- 1946 : Una sombra en mi destino
- 1946 : Humo en los ojos
- 1946 : Los buitres sobre el tejado
- 1949 : L'Aventurière ou Maison de rendez-vous (es) (Aventurera)
- 1951 : Femmes interdites (Sensualidad)
- 1962 : Le Rapt des Sabines (El rapto de las sabinas)